# Droga wojewódzka nr 822
Droga wojewódzka nr 822 (DW822) – droga wojewódzka klasy G, w województwie lubelskim. Stanowi połączenie drogi krajowej nr 82 od węzła Lublin Tatary na obwodnicy Lublina do Portu Lotniczego Lublin.

## Charakterystyka trasy
Droga ma długość 15,221 km, z czego 7,198 km położone jest w granicach administracyjnych Lublina.
W Lublinie prowadzi ulicami Turystyczną, Mełgiewską i Metalurgiczną oraz wiaduktem nad linią kolejową nr 7. Na odcinku 2,8 km na ulicach Mełgiewskiej i Metalurgicznej, od ronda Cybulskiego do skrzyżowania z ulicą Grygowej, funkcjonuje trakcja trolejbusowa.
W Świdniku trasa przebiega ulicami: Mełgiewską, Lotniczą, Żwirki i Wigury. Większe skrzyżowania znajdujące się na terenie Świdnika to ronda turbinowe.

## Parametry techniczne
Droga ma klasę G o nawierzchni z asfaltobetonu.
Na terenie Lublina na odcinku ulicy Turystycznej ma przekrój jednojezdniowy, z dwoma pasami ruchu o szerokości 3 m (po jednym w każdym kierunku). Wzdłuż ulic Mełgiewskiej i Metalurgicznej jest dwujezdniowa.
W Świdniku droga jest jednojezdniowa.
Na terenie Franciszkowa dwujezdniowy fragment o długości ponad 600 m wytyczony jest na końcowym odcinku ulicy Króla Jana III Sobieskiego.
Droga na całej długości dostosowana jest do nacisku 115 kN/oś.

## Rozbudowa drogi
W latach 2012-2013 kosztem 70,5 mln zł przebudowano ponad sześciokilometrowy odcinek od węzła Lublin Zadębie do Portu Lotniczego Lublin stanowiący 41% długości całej trasy. Prace objęły kompleksową przebudowę jezdni, budowę pięciu rond oraz dwóch wiaduktów.
W latach 2025-2026 zaplanowana jest przebudowa ulicy Turystycznej i części Mełgiewskiej w Lublinie.

## Zarządcy drogi
Zarządcą drogi jest jest Zarząd Dróg Wojewódzkich w Lublinie – Rejon DW Lublin.

## Miejscowości leżące przy trasie DW822
- Długie S12 S17E372  82
- Wólka
- Lublin
- Świdnik S12 S17E372
- Franciszków